# قائمة سفراء المغرب لدى دولة فلسطين
سفير المغرب لدى فلسطين هو ممثل المغرب الرسمي لدى دولة فلسطين. يشغل منصب سفير ممثلية المغرب لدى دولة فلسطين حاليًا عبد الرحيم مزيان. يقع مقر السفارة في حي الطيرة بمدينة رام الله.

## قائمة السفراء
| الاسم                  | تاريخ الاعتماد الدبلوماسي | تاريخ الانتهاء | ملك المغرب                                | رئيس دولة فلسطين      | ملاحظات                                                                                      |
| ---------------------- | ------------------------- | -------------- | ----------------------------------------- | --------------------- | -------------------------------------------------------------------------------------------- |
| محمد عبد السلام سيناصر | 1994                      | 2008           | الحسن الثاني بن محمد محمد السادس بن الحسن | ياسر عرفات محمود عباس | كان قائدًا للقوات المسلحة الملكية المغربية، وعميدًا للسلك الدبلوماسي العربي والأجنبي في فلسطين |
| محمد الحمزاوي          | 4 يونيو 2009              | 2021           | محمد السادس بن الحسن                      | محمود عباس            | منذ عام 2014، صار عميدًا للسلك الدبلوماسي العربي والأجنبي في فلسطين.                          |
| عبد الرحيم مزيان       | 6 فبراير 2022             | لا يزال        | محمد السادس بن الحسن                      | محمود عباس            |                                                                                              |